# Нова-Поненте
Нова-Поненте (італ. Nova Ponente) — муніципалітет в Італії, у регіоні Трентіно-Альто-Адідже,  провінція Больцано.
Нова-Поненте розташована на відстані близько 510 км на північ від Рима, 50 км на північний схід від Тренто, 12 км на південний схід від Больцано.
Населення — 3906 осіб (2014).

## Демографія
Населення за роками:

Станом на 1 січня 2023 року в муніципалітеті офіційно проживало 319 іноземців з 43 країн, серед них 145 громадян країн Євросоюзу та 11 громадян України.

## Сусідні муніципалітети
- Альдіно
- Больцано
- Бронцоло
- Корнедо-алл'Ізарко
- Лаївес
- Нова-Леванте
- Предаццо
- Тезеро
- Варена